# Eremo di Santa Rosalia alla Quisquina
L'eremo di Santa Rosalia alla Quisquina è una costruzione lungo le pendici del monte Quisquina nel territorio di Santo Stefano Quisquina, comune italiano della provincia di Agrigento, in Sicilia.
L'eremo è stato costruito nelle vicinanze della grotta in cui si rifugiò per gran parte della sua vita santa Rosalia, la vergine palermitana.

## Descrizione

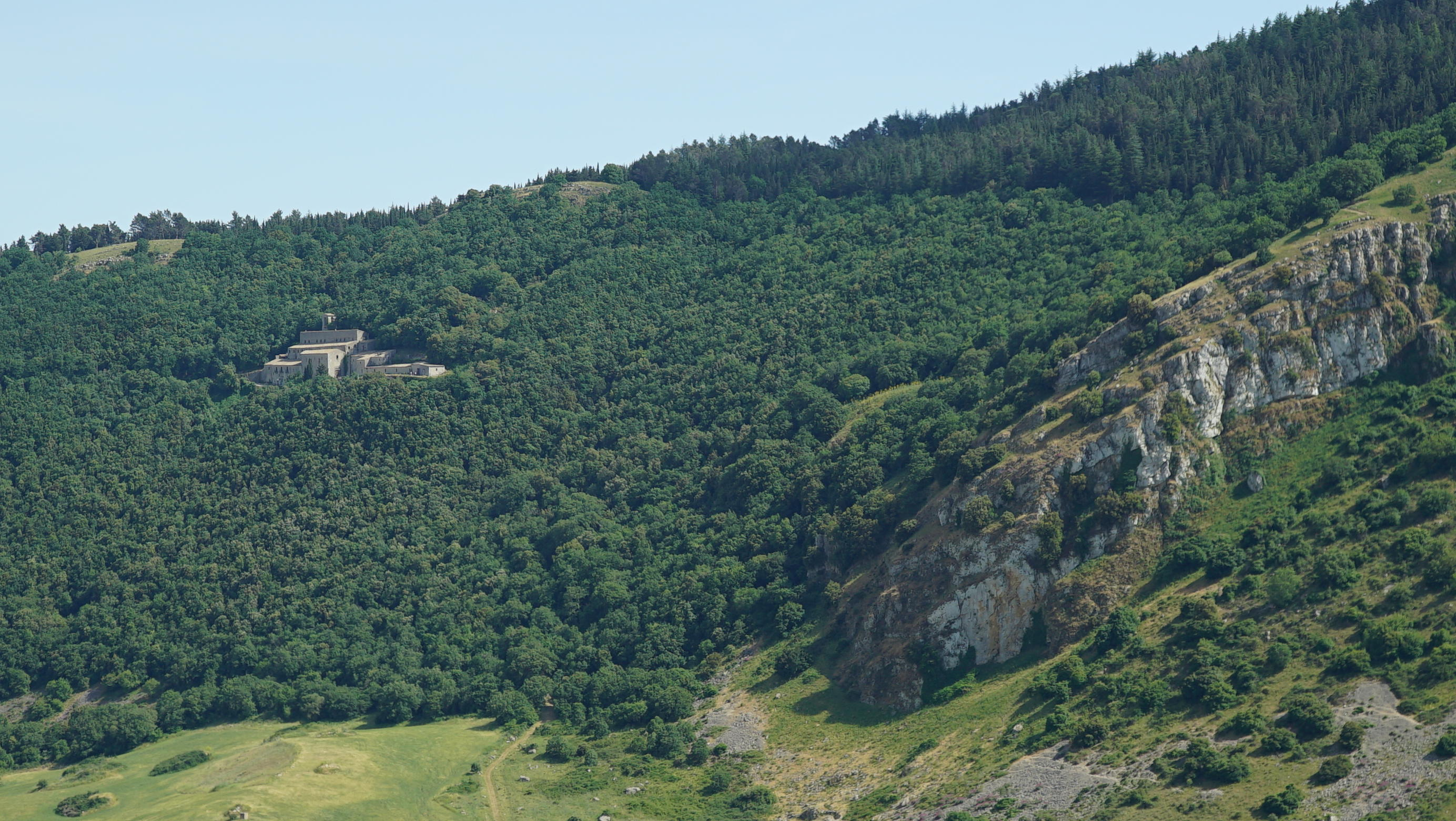
Eremo della Quisquina a Santo Stefano Quisquina (AG)

Posto a 986 m s.l.m., la struttura eremitica è caratterizzata da uno stile architettonico definito ambientale poiché costruito e cresciuto a tappe quasi in maniera organica e che ben si mimetizza con l'ambiente circostante; l'eremo comprende, oltre alla "grotta", la chiesa, la cripta e gli ambienti conventuali come le celle, la cucina ed il refettorio.

## Storia
In una grotta mimetizzata della vegetazione difficilmente accessibile, la giovanissima Rosalia, fuggendo la vita mondana ed in cerca di solitudine, di pace e soprattutto di Dio, trovò dimora per ben dodici anni (probabilmente dal 1150 al 1162).
La storia dell'eremo ha inizio nel 1624, quando, poche settimane dopo la scoperta dei resti della Santa nella grotta del monte Pellegrino a Palermo, due muratori palermitani (Simone Tropiano e Francesco Buongiorno) il 25 agosto trovarono la grotta e l'epigrafe nel secolare bosco della Quisquina; nelle vicinanze fu subito costruita una cappella.
Qualche anno dopo, il mercante genovese Francesco Scassi, viene a conoscenza della storia di Santa Rosalia e della grotta così, decise di venire in Sicilia e di investire tutto il suo denaro nella costruzione dell'Eremo. Dopo avere edificato la chiesa, delle cellette, una cucina e una stalla, decise di ritirarsi e di vivere con altri tre uomini qui in quest'eremo da lui costruito. Questi fonderanno una congregazione indipendente di frati devoti a Santa Rosalia che con il tempo diventerà del tutto autosufficiente: il frantoio, il granaio, la calzoleria, la falegnameria e quant'altro si trova all'interno dell'Eremo. Nel corso del Settecento l'Eremo della Quisquina è uno dei più rinomati di tutta la Sicilia, venne visitato da vescovi, principi e cardinali ed è anche oggetto delle loro donazioni. 
La fama e la prosperità portarono all'Eremo moltissimi nuovi frati così i Ventimiglia, Baroni di Santo Stefano, provvedono ad ampliare e ad arricchire la struttura, con questo intervento l'Eremo potrà ospitare fino ad un centinaio di frati. In realtà i frati veri e propri non sono mai più di dieci così i novizi dovevano passare un periodo di prova prima di diventare membri effettivi della congregazione. Questa selezione è necessaria vista la varietà di gente che giungeva all'Eremo, infatti accanto ai devoti venivano i figli delle famiglie più povere della zona o ancora delinquenti e banditi che, all'interno dell'ordine, avrebbero goduto asilo religioso. Per quest'ultimo fattore cambia completamente l'assetto interno dell'Eremo. 
Alla fine del XIX secolo numerosi episodi contribuiscono al declino della congregazione e i pochi veri religiosi rimasti vengono messi in minoranza. Questo episodio di decadenza si conclude nel 1928 quando la Congregazione viene sciolta e i frati cacciati dalla struttura. Ma i frati in realtà restarono all'Eremo l'ultimo eremita noto è Fra Vicè (Vincenzo) che ha vissuto in solitudine gli ultimi anni della sua vita vivendo di elemosina e di ciò che la gente dei paesi vicini gli offriva, è morto nel febbraio 1985 all'età di 96 anni. Oggi L'Eremo è affidato alla gestione della Pro Loco di Santo Stefano Quisquina.
Grazie all'interessamento del Principe Ventimiglia, vennero ceduti agli stefanesi il 25 settembre 1625 alcuni frammenti delle reliquie della Santa, che vennero collocate in un mezzobusto raffigurante Santa Rosalia. Il busto si conserva, in una artistica cappella, nella chiesa madre e viene portato ogni anno in pellegrinaggio a piedi all'eremo il martedì successivo alla prima domenica di giugno.

## "L'itinerarium Rosaliae"
Il 5 giugno 2015, alla presenza dell'Arcivescovo della Diocesi di Agrigento, Cardinale Francesco Montenegro, viene inaugurato "L'Itinerarium Rosaliae", un sentiero lungo 180 km che collega i due principali Santuari di Santa Rosalia, quello della Quisquina con quello di Monte Pellegrino a Palermo. Si tratta di un sentiero realizzato dalla forestale che ripropone un itinerario naturalistico, attraverso numerosi paesi e riserve naturali del palermitano e agrigentino, che sebbene non ripercorre la storicità della strada percorsa dalla Santa, ne propone una alternativa camminabile e attrattiva per i centri attraversati e per le ricchezze naturalistiche percorse.

## Galleria d'immagini

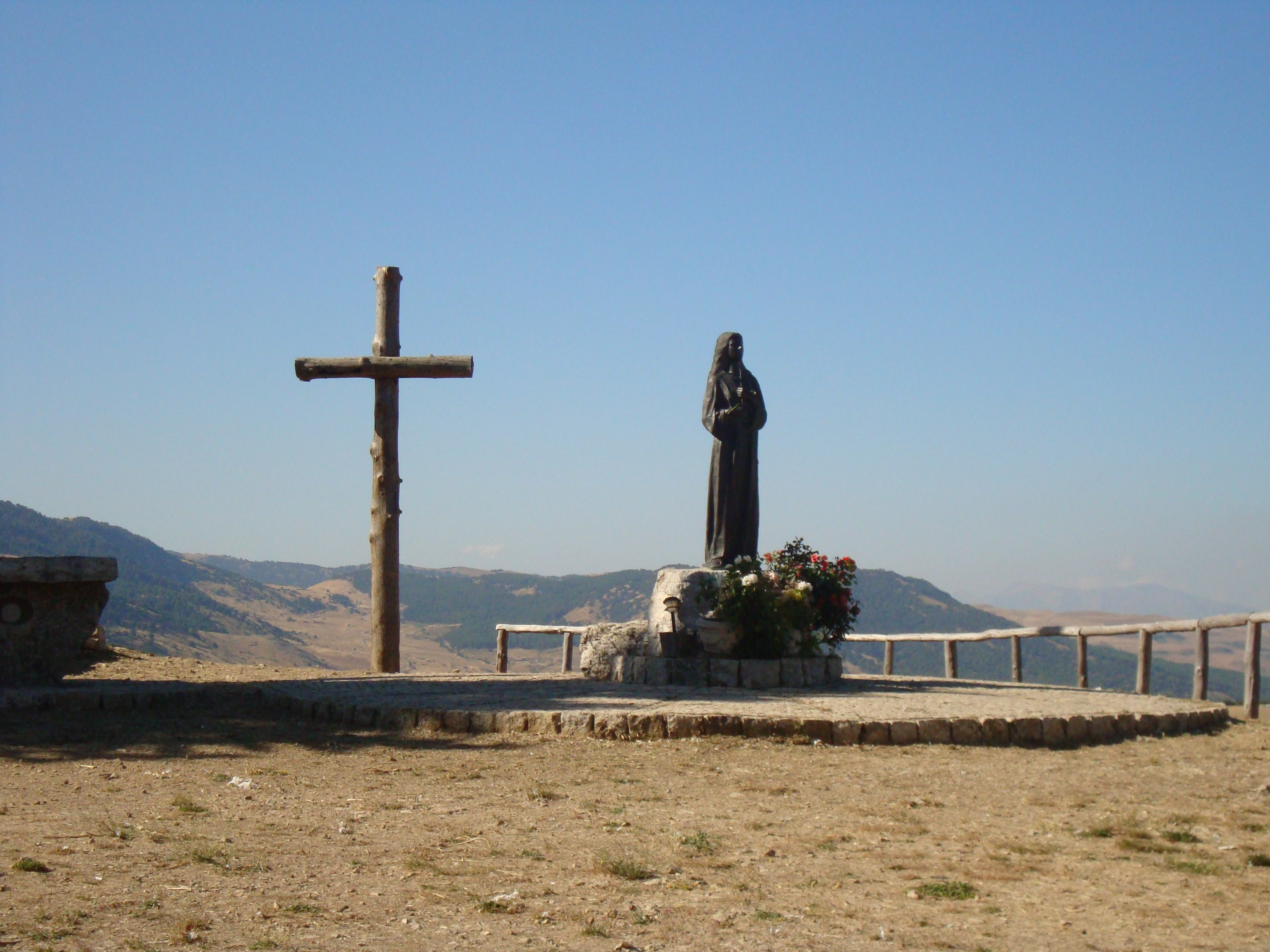
Statua della Santa all'inizio del sentiero
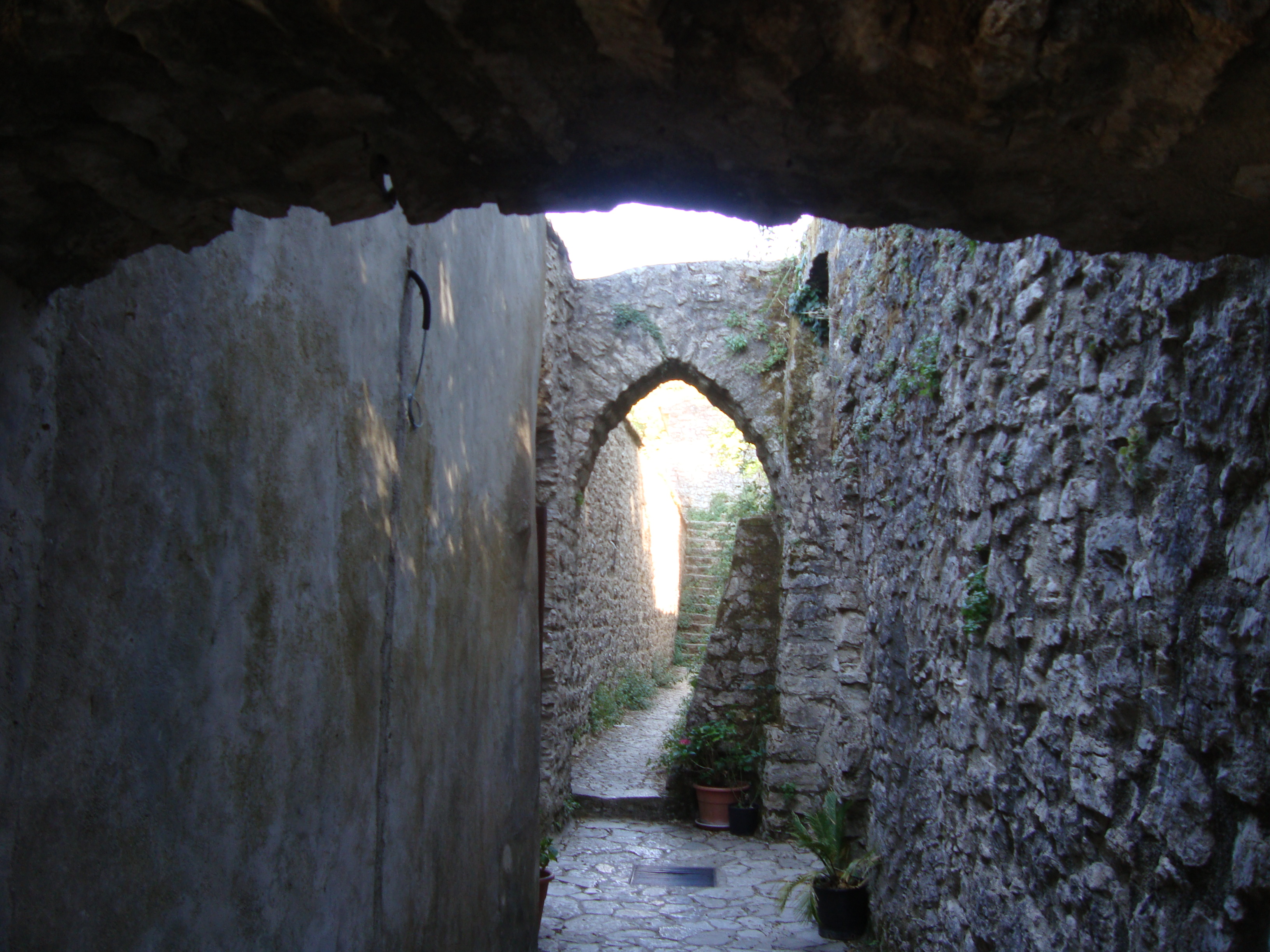
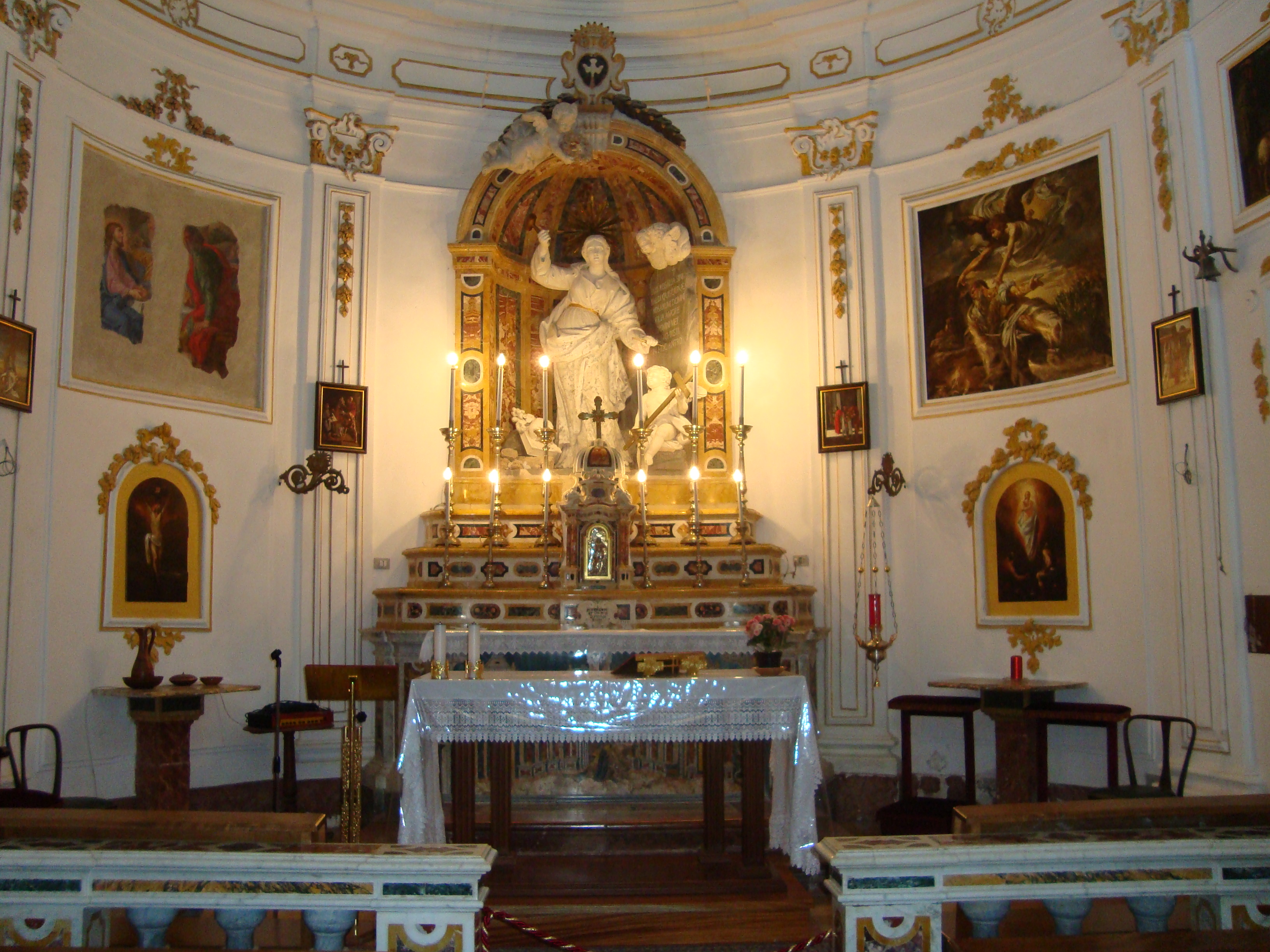
Altare della Chiesa annessa all'Eremo
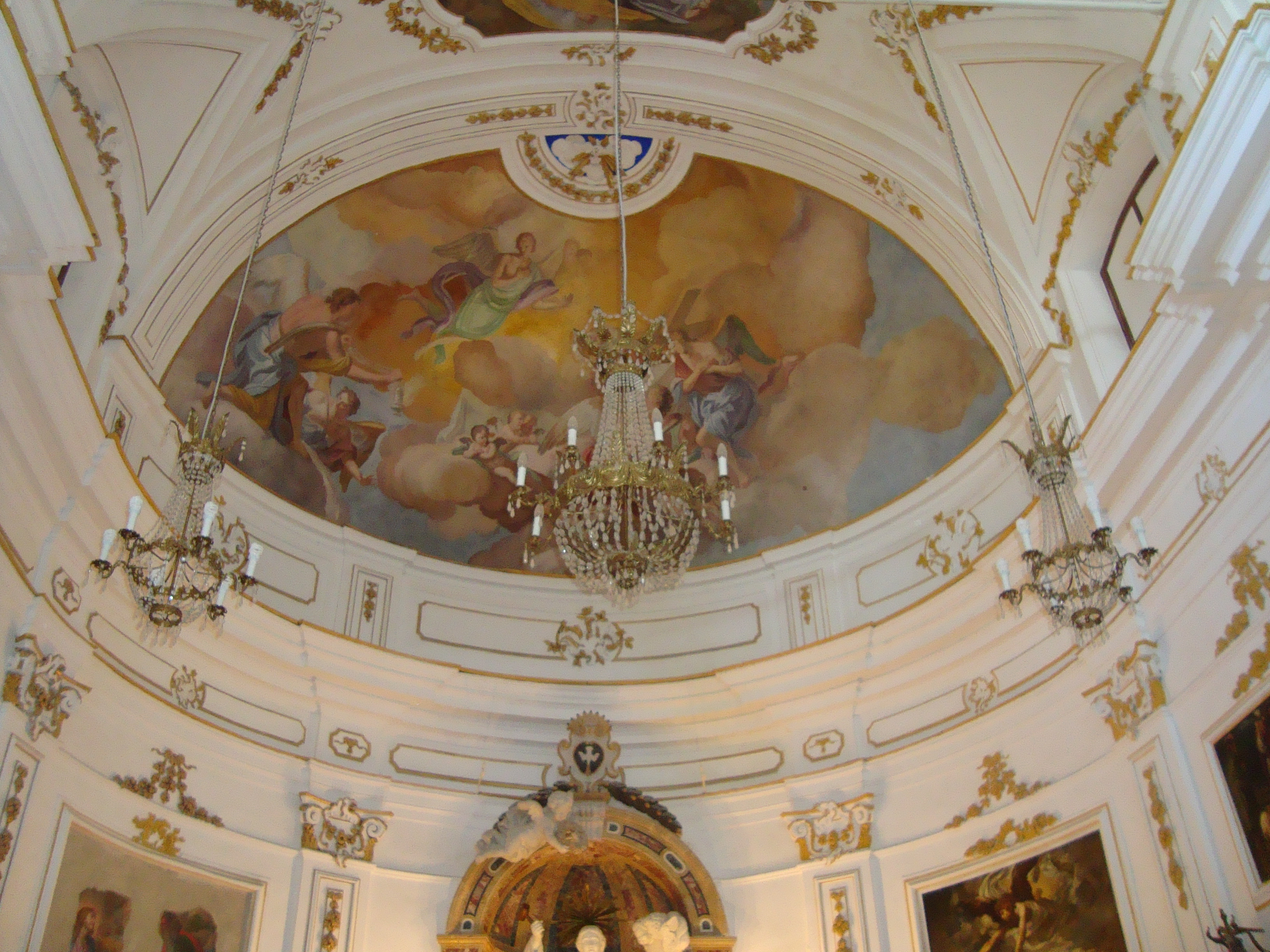
Affreschi nella Chiesa annessa all'Eremo
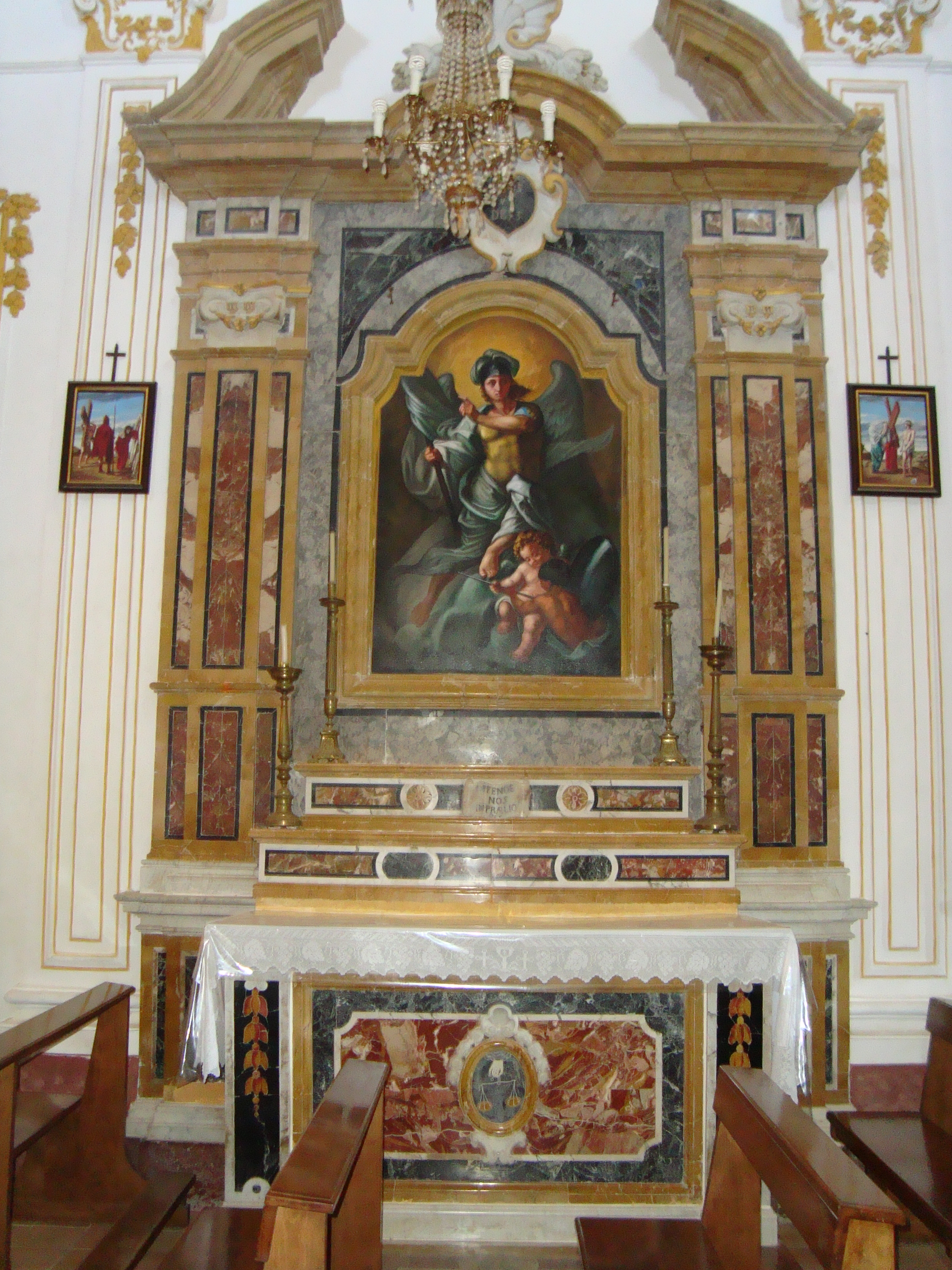
Particolare della Chiesa annessa all'Eremo
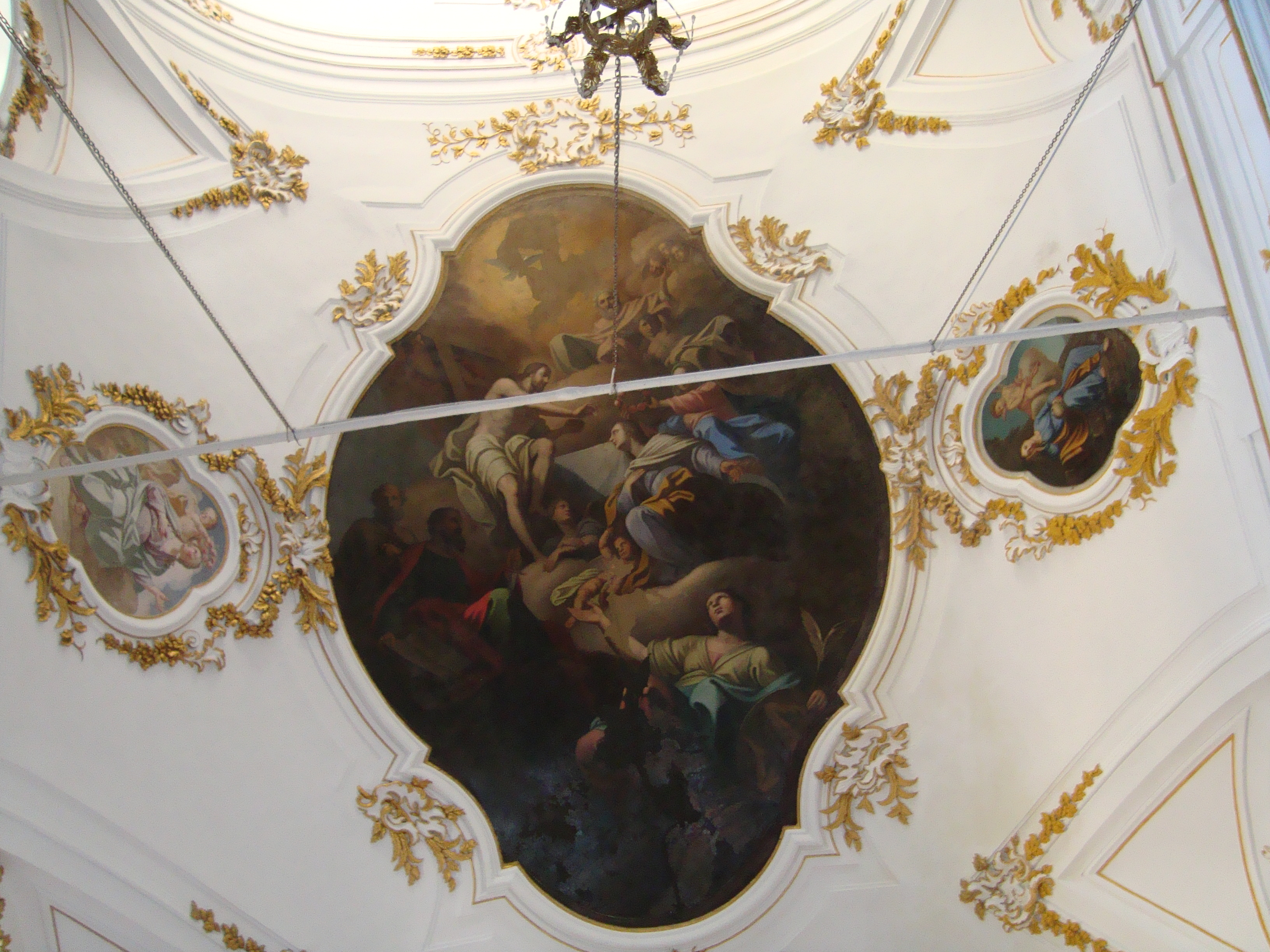
Affreschi nella Chiesa annessa all'Eremo